# Under the Grey Banner (The Dragonland Chronicles Part III)
Under the Grey Banner (The Dragonland Chronicles Part III) är det svenska power metal-bandet Dragonlands femte studioalbum, utgivet i november 2011 på tyska AFM Records, bandets första på detta bolag. Skivan släpptes även i Ryssland och Japan samt 2012 i Taiwan.
Albumet utgör den tredje och avslutande delen i trilogin The Dragonland Chronicles som inleddes med debuten The Battle of the Ivory Plains (2001) och fortsattes med Holy War (2002).
Detta är bandets första skiva utan gitarristen Nicklas Magnusson och basisten Christer Pedersen som båda lämnat bandet strax före inspelningen. Den tidigare trummisen Jesse Lindskog bytte instrument till gitarr, och basgitarren togs över av Anders Hammer. Som ny trummis rekryterades danske Morten Løwe Sørensen.
Skivan gästades av tidigare och nuvarande medlemmar i Göteborgsbandet Amaranthe.

## Låtlista
1. "Ilmarion" (instrumental) – 3:18
2. "Shadow of the Mithril Mountains" – 5:44
3. "The Tempest" – 4:13
4. "A Thousand Towers White" – 4:07
5. "Fire and Brimstone" – 4:31
6. "The Black Mare" – 6:13
7. "Lady of Goldenwood" – 4:16
8. "Dûrnir's Forge" – 4:58
9. "The Trials of Mount Farnor" – 5:26
10. "Throne of Bones" (instrumental) – 1:47
11. "Under the Grey Banner" – 8:04
12. "Ivory Shores" (instrumental) – 3:18

Bonusspår på japanska och taiwanesiska utgåvorna
1. "At the Inn of Éamon Bayle" – 3:56

## Medverkande
Musiker
- Jonas Heidgert – sång
- Jesse Lindskog – gitarr
- Olof Mörck – gitarr, keyboard, violin
- Elias Holmlid – keyboard
- Anders Hammer – basgitarr
- Morten Løwe Sørensen – trummor

Bidragande musiker
- Jake E – sång
- Elize Ryd – sång
- Andreas Solveström – sång
- Anna Mariann Lundberg – sång
- Fred Johanson – sång

Produktion
- Olof Mörck – producent, studiotekniker, mixning, omslagskonst, design, layout, storykoncept
- Elias Holmlid – producent, mixning
- Jacob Hansen – inspelningstekniker, mixning, mastering
- Jonas Heidgert – storykoncept
- Nicklas Magnusson – storykoncept
- Anna Mariann Lundberg – story
- Björn Dellming – ljudkonsult
- Damian Bajowski – albumkonst
- Steve Nix – albumkonst